# Saint-Pierre-sur-Dropt
 Saint-Pierre-sur-Dropt  là một xã của tỉnh Lot-et-Garonne, thuộc vùng Nouvelle-Aquitaine, tây nam nước Pháp.